# Baldassare Croce

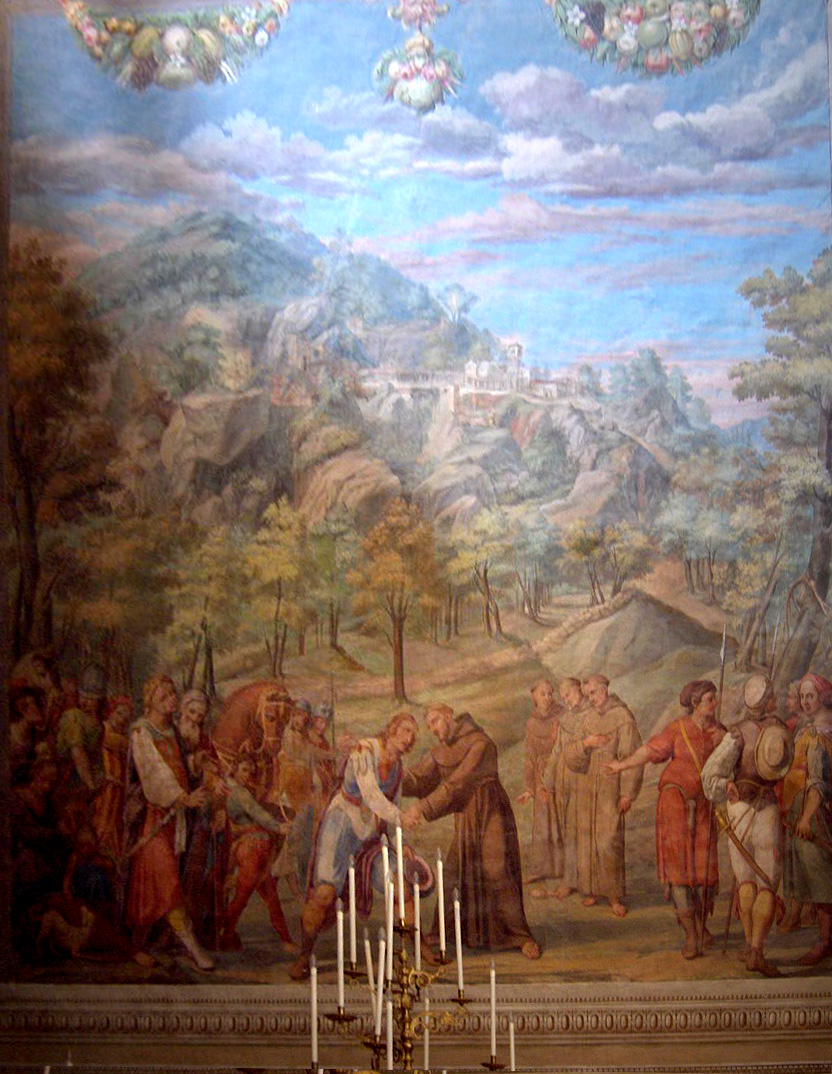
Den helige Franciskus tar emot medlemmar i sin tredje orden. Målning i kyrkan Santa Maria degli Angeli i Assisi.

Baldassare Croce, född 1558 i Bologna, död 8 november 1628 i Rom, var en italiensk målare under senmanierismen, i huvudsak verksam i Rom. Han har utfört målningar i bland andra kyrkorna Il Gesù, San Giovanni della Pigna, Madonna dei Monti och Santissima Trinità dei Pellegrini. I kyrkan Santa Susanna utförde Croce en serie fresker med scener ur den bibliska Susannas liv.
Under sitt sista levnadsår var han principe för Accademia di San Luca.

### Webbkällor
- Possanzini, Laura (1985). ”CROCE, Baldassarre”. Dizionario Biografico degli Italiani – Volume 31. Treccani. http://www.treccani.it/enciclopedia/baldassarre-croce_%28Dizionario_Biografico%29/. Läst 13 mars 2016.